# Dwór w Szystowicach
Dwór w Szystowicach – zabytkowy dwór w miejscowości Szystowice.

## Historia
W 1874 Szystowice kupiła Cecylia z Kiełczewskich (1836-1883), od 1856 żona Emila-Emiliana Weycherta (1829-1926). Z dworem związana jest postać ich córki, Heleny Weychert (ur. 1857), która w 1895 po ślubie brata Henryka (ur. 1859) zamieszkała u swojej przyjaciółki Marii Rodziewiczówny w Hruszowie. Następnie wyjechała do Warszawy, gdzie w 1907 współtworzyła organizację feministyczną. W 1929 Henryk Weychert był właścicielem 482 ha ziemi i gorzelni a w 1942 posiadał telefon.

## Opis
Dwór zbudowany z cegły w 1872 ostatecznie na planie litery L. Parterowy korpus kryty  dachem dwuspadowym. Od frontu korpusu portyk z bocznymi ścianami i dwiema kolumnami  doryckimi; od ogrodu półkolisty ryzalit. Z lewej strony dwupiętrowa czworoboczna wieża zwieńczona dachem namiotowym. Krótsze skrzydło stanowi młodszy piętrowy budynek, kryty dachem dwuspadowym.
W skład zespołu dworskiego oprócz dworu wchodzi jeszcze park.